# Lou Ye
Dans ce nom chinois, le nom de famille, Lou, précède le nom personnel.
Lou Ye (chinois simplifié : 娄烨; chinois traditionnel : 婁燁; pinyin : Lóu Yè), né à Shanghai en 1965, est un réalisateur, scénariste et producteur chinois. Il fait partie de la « sixième génération » de réalisateur chinois (avec Jia Zhangke, Wang Chao, Zhang Yuan, Wang Xiaoshuai).

## Biographie
Lou Ye obtient son diplôme de l’Académie du Film de Pékin en 1989 et travaille ensuite comme assistant sur plusieurs tournages. En 1994, sort son premier long métrage, Weekend Lover qui obtiendra le Prix Fassbinder au Festival de Mannheim. Trois de ses films ont été en sélection officielle au Festival de Cannes : La Triade du papillon en 2003, Une jeunesse chinoise en 2006, et Nuit d'ivresse printanière  en 2009. Son film Mystery a fait partie de la sélection Un certain regard lors du Festival de Cannes 2012.
Son film Blind Massage a été sélectionné à la Berlinale 2014 où il a reçu l'Ours d'argent de la meilleure contribution artistique.
En 2019, son film Saturday Fiction a été sélectionné à la Mostra de Venise 2019.

## Filmographie
Ré : Réalisateur
Sc : Scénariste
Pr : Producteur
- 1994 : Weekend Lover (周末情人, Zhōumò qíngrén) (Ré)
- 2000 : Suzhou River (苏州河, Sūzhōu hé) (Ré, Sc)
- 2001 : In Shanghai (court métrage) (Ré)
- 2003 : La Triade du papillon (紫蝴蝶, Zǐ húdié) (Ré, Sc, Pr)
- 2006 : Une jeunesse chinoise (頤和園, Yíhéyuán) (Ré, Sc)
- 2009 : Nuits d'ivresse printanière (春风沉醉的晚上, Chūnfēng chénzuì de wǎnshàng)
- 2010 : Chienne (moyen-métrage)
- 2011 : Love and Bruises
- 2012 : Mystery (浮城谜事, Fúchéng mí shì)
- 2014 : Blind Massage (推拿,  Tuīná)
- 2018 : The Shadow Play (风中有朵雨做的云, Fēng zhōng yǒu duǒ yǔ zuò de yún)
- 2019 : Saturday Fiction (兰心大剧院, Lán xīn dà jùyuàn)
- 2024 : Chroniques chinoises (An Unfinished Film)